# Ophiochitonidae
De Ophiochitonidae zijn een familie van slangsterren uit de orde Ophiurida.

## Geslachten
- Ophiochiton Lyman, 1878
- Ophioplax Lyman, 1875